# Obraz Matki Boskiej Wspomożenia Wiernych

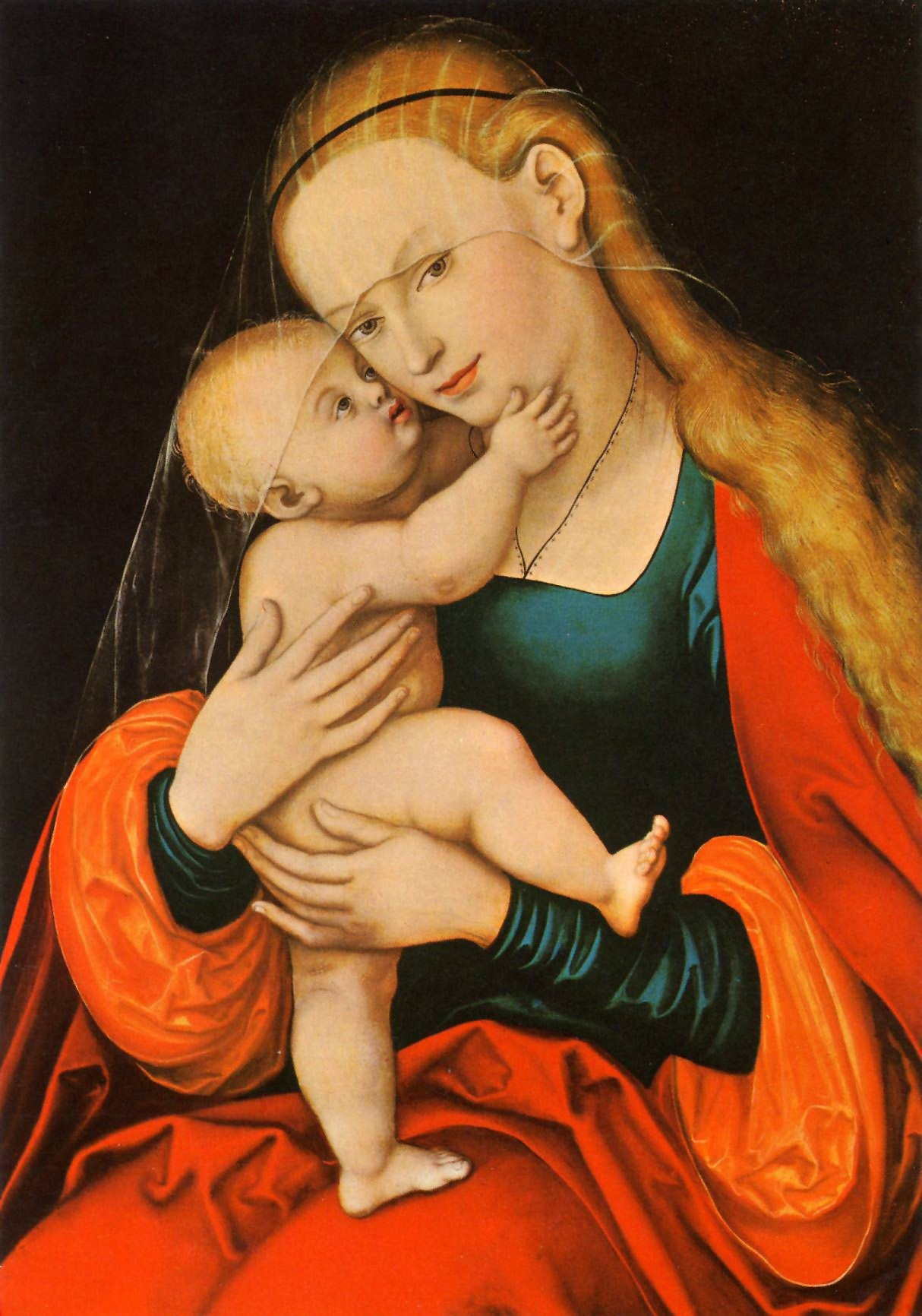
Lucas Cranach starszy, Matka Boska Wspomożenia Wiernych

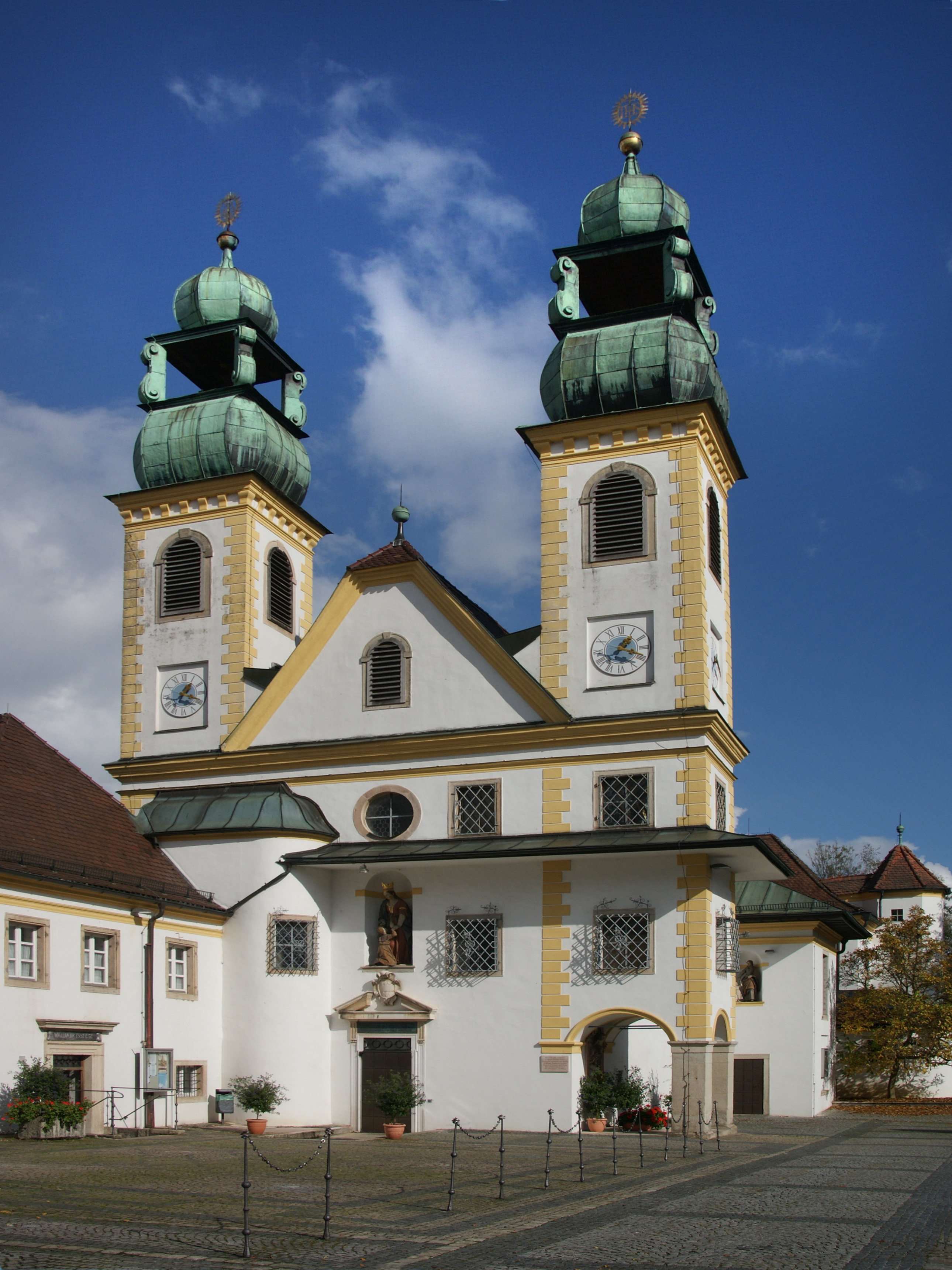
Kościół pielgrzymkowy Matki Boskiej Wspomożenia Wiernych w Pasawie

Matka Boska Wspomożenia Wiernych (niem. Maria Hilf) – obraz Lucasa Cranacha Starszego przechowywany w katedrze w Innsbrucku. Główne sanktuarium znajduje się w Pasawie.
Obraz powstał po 1537 r. i należy do późnego okresu twórczości artysty. Do 1617 r. znajdował się w Dreźnie i był własnością elektora saskiego Jana Jerzego I. W tym roku został ofiarowany arcyksięciu Leopoldowi V, biskupowi Passawy i Strasburga. W 1625 r. został on księciem Tyrolu, zrezygnował z biskupstw, uzyskał dyspensę od papieża i w następnym roku ożenił się.
Płótno Cranacha zostało umieszczone w kaplicy zamkowej w Innsbrucku. W 1650 r. syn Leopolda arcyksiążę Ferdynand Karol podarował obraz mieszczanom innsbruckim, którzy umieścili go w kościele parafialnym pw. św. Jakuba w tym mieście (obecnie katedra). Jeszcze za życia Leopolda, w 1622 r., została wykonana wierna kopia oryginału, dla której w tym samym roku, dziekan katedry passawskiej Marquard von Schwendi, wzniósł kaplicę, a w dwa lata później rozpoczęto budowę większej świątyni, poświęconej w 1627 r. Sława cudownego obrazu rozpowszechniła się w związku z zagrożeniem tureckim i wojną trzydziestoletnią. Do rozwoju kultu przyczyniały się także zarazy oraz klęski żywiołowe. W związku z nimi powstała niemiecka nazwa obrazu Maria Hilf (Mario pomóż). Kult passawskiej kopii wyprzedził cześć dla oryginału. Od połowy XVIII w. powstawało wiele ośrodków kultowych, dzięki którym naśladownictwa obrazu Cranacha stały się bardzo popularne i zostały uznane za słynące łaskami.
Pierwsze kopie obrazu pojawiły się na Dolnym Śląsku przypuszczalnie w okresie, gdy diecezją wrocławską rządził biskup Passawy, Leopold Wilhelm Habsburg (1656-1662). Naśladownictwa obrazu Matki Boskiej Wspomożenia Wiernych na Dolnym Śląsku (jego czeskiej części) znajdują się m.in. w Zlatych Horach (najważniejsze sanktuarium na Dolnym Śląsku), na Uhlířský vrchu koło Bruntálu, w Złotogłowicach koło Nysy, na Cierniaku koło Radochowa, w kościele parafialnym w Toszku, w Ligocie Wielkiej koło Grodkowa, na Górnym Śląsku  (pochodzi z kaplicy pałacowej w Ściborzu koło Nysy), kościele Imienia Jezus we Wrocławiu. Później kult Matki Boskiej Wspomożenia Wiernych przeniósł się na teren późniejszej przemysłowej części Górnego Śląska.